# Фенноскандія
Фенноска́ндія (фін., швед. і норв. Fennoskandia), або Феноска́ндийський півострів — півострів в Північній Європі, що включає Скандинавський і Кольський півострови, материкову частину Фінляндії та Карелію. Адміністративно приблизно охоплює материкову частину Фінляндії, Норвегії та Швеції, а також Мурманську область, більшу частину Республіки Карелія та частини північної Ленінградської області Російської Федерації. Загальна площа становить близько 1,88 млн. км² (включаючи площу моря; площа суші — понад 1,5 млн км²). Виділена фінським геологом Вільгельмом Рамзаєм в 1898 році у складі Норвегії, Швеції, Фінляндії і західних частин колишніх Олонецької та Архангельської губерній Російської імперії. Найменована по назві тубільців терену — скандинавів та фінно-угрів. Культурно є територією культурних контактів між норвежцями, шведами, саамами, фінами та росіянами.
Відокремлена від інших фізико-географічних країн Європи Білим, Баренцовим, Норвезьким, Північним та Балтійським морями. На території Росії має сухопутну межу з Російською рівниною.
До російської Фенноскандії відносять території Карелії і Мурманської області, лівобережжі річок Онега і Кена в Архангельській області, північна частина Андомської височини, правобережжі річок Свір і Нева у Ленінградській області, а також прилеглі до цих територій моря. Загальна площа російської Фенноскандії становить близько 400 тис. км², населення — близько 4,5 млн осіб, включаючи правобережну частину Санкт-Петербурга.
Практично всю територію Фенноскандії складають докембрійські кристалічні утворення Балтійського щита, а решту — палеозойського походження Східно-Європейської платформи. У рельєфі переважають середньовисотні нагір'я (заввишки до 2469 м — гора Гальхепігген) і плоскогір'я, на північному сході — гірський масив Хібіни висотою до 1200 м. У районах, прилеглих до Балтійського моря — великі рівнини з найбільшими озерами Європи: Ладозьким, Онезьким, Венерн тощо. Заледеніння визначило широке розповсюдження льодовикових форм рельєфу — моренних пасом, шхерних та фіордових типів берегів.
Клімат на більшій частині Фенноскандії помірний з прохолодним літом і значною кількістю опадів, що перевищує випаровуваність, що визначає велику кількість озер, боліт і багатоводних річок. Основна частина покрита тайговими сосновими і ялиновими лісами.
На території Фенноскандії розташовані великі родовища залізних руд — Костомукшське, Кіруна та Кіркенес, мідно-нікелевих руд — Печенганікель, апатитів, хромітів та інших корисних копалин.
Північну частину Фенноскандії в літературі іноді називають Північним Калоттом; різні автори по-різному визначають територію цього регіону; зазвичай до Північного Калотту відносять ту частину Фенноскандії, яка розташована на північ від Північного полярного кола.
Геологічно ця територія є особливою, оскільки її фундаментом є архейський граніт і гнейс з дуже невеликою кількістю вапняку, на відміну від прилеглих територій у Європі.
Подібний термін Фенно-Скандинавія іноді використовується для Фенноскандії. Обидва терміни іноді використовуються в мовах для позначення культурного чи політичного угруповання Фінляндії зі Швецією, Норвегією та Данією (остання країна тісно пов’язана культурно та політично, але не є частиною Фенноскандського півострова), яка зараховується до Нордичних країн.